# Liste der Baudenkmale in Drentwede
In der Liste der Baudenkmale in Drentwede sind alle Baudenkmale der niedersächsischen Gemeinde Drentwede aufgelistet. Die Quelle der Baudenkmale ist der Denkmalatlas Niedersachsen. Der Stand der Liste ist der 20. November 2023.

## Allgemein
In den Spalten befinden sich folgende Informationen:
- Lage: die Adresse des Baudenkmales und die geographischen Koordinaten. Kartenansicht, um Koordinaten zu setzen. In der Kartenansicht sind Baudenkmale ohne Koordinaten mit einem roten Marker dargestellt und können in der Karte gesetzt werden. Baudenkmale ohne Bild sind mit einem blauen Marker gekennzeichnet, Baudenkmale mit Bild mit einem grünen Marker.
- Bezeichnung: Bezeichnung des Baudenkmales
- Beschreibung: die Beschreibung des Baudenkmales. Unter § 3 Abs. 2 NDSchG werden Einzeldenkmale und unter § 3 Abs. 3 NDSchG Gruppen baulicher Anlagen und deren Bestandteile ausgewiesen.
- ID: die Objekt-ID des Baudenkmales
- Bild: ein Bild des Baudenkmales, ggf. zusätzlich mit einem Link zu weiteren Fotos des Baudenkmals im Medienarchiv Wikimedia Commons. Wenn man auf das Kamerasymbol klickt, können Fotos zu Baudenkmalen aus dieser Liste hochgeladen werden:

## Drentwede

### Gruppe: Zum Mühlenwerk 1
Die Gruppe „Zum Mühlenwerk 1“ hat die ID 34627447.

| Lage                                         | Bezeichnung | Beschreibung                                                                 | ID       | Bild |
| -------------------------------------------- | ----------- | ---------------------------------------------------------------------------- | -------- | ---- |
| Zum Mühlenwerk 1 52° 44′ 40″ N, 8° 34′ 35″ O | Villa       | Das freistehende zweigeschossige massive Gebäude steht unter einem Walmdach. | 34433879 | BW   |
| Zum Mühlenwerk 1 52° 44′ 40″ N, 8° 34′ 33″ O | Park        | Die Parkanlage in Gestalt eines Gartens erstreckt sich um das Villengebäude. | 34433901 | BW   |
| Zum Mühlenwerk 1 52° 44′ 40″ N, 8° 34′ 31″ O | Einfriedung | Das Grundstück ist entsprechend eingefriedet.                                | 34433922 | BW   |

### Gruppe: Hofanlage Schmolte 5
Die Gruppe „Hofanlage Schmolte 5“ hat die ID 34627466.

| Lage                                   | Bezeichnung              | Beschreibung | ID       | Bild |
| -------------------------------------- | ------------------------ | --- | -------- | ---- |
| Schmolte 5 52° 43′ 36″ N, 8° 33′ 31″ O | Wohn-/Wirtschaftsgebäude | Das massive Backsteingebäude wurde in Gestalt eines Vierständer-Hallenhauses 1911 errichtet.                           | 34434082 | BW   |
| Schmolte 5 52° 43′ 38″ N, 8° 33′ 30″ O | Scheune                  | Die Fachwerkscheune mit Querdurchfahrt wurde um 1800 unter einem Satteldach errichtet.                                 | 34434108 | BW   |
| Schmolte 5 52° 43′ 37″ N, 8° 33′ 33″ O | Remise                   | Das Fachwerkgebäude wurde um 1800 errichtet.                                                                           | 34434132 | BW   |
| Schmolte 5 52° 43′ 37″ N, 8° 33′ 30″ O | Stall                    | Das als Schweinestall errichtete massive Backsteingebäude steht unter einem Satteldach.                                | 34434196 | BW   |
| Schmolte 5 52° 43′ 36″ N, 8° 33′ 34″ O | Backhaus                 | Das Fachwerkgebäude wurde im 18. Jahrhundert unter einem Satteldach errichtet. Der Backofen ist in Backstein angebaut. | 34434058 | BW   |

### Einzelbaudenkmale
| Lage                                         | Bezeichnung              | Beschreibung                                                                                    | ID       | Bild |
| -------------------------------------------- | ------------------------ | ----------------------------------------------------------------------------------------------- | -------- | ---- |
| Bahnhofstraße 26 52° 44′ 37″ N, 8° 34′ 30″ O | Wohnhaus                 | Das anderthalbgeschossige massive und verputzte Gebäude von 1910 steht auf einem Sockel.        | 34433944 | BW   |
| Vor den Höfen 4 52° 44′ 35″ N, 8° 34′ 10″ O  | Speicher                 | Der zweigeschossige Fachwerkspeicher von 1814 steht unter einem Satteldach.                     | 34434034 | BW   |
| An der Bahn 1 52° 44′ 12″ N, 8° 33′ 55″ O    | Wohn-/Wirtschaftsgebäude | Das Zweiständer-Hallenhaus wurde 1815 errichtet.                                                | 34433857 | BW   |
| Kirchstraße 2 52° 44′ 8″ N, 8° 33′ 22″ O     | Kapelle                  | Die Fachwerkkapelle von 1947/1948 steht unter einem reetgedeckten Walmdach.                     | 34433967 | BW   |
| Schmolte 14 52° 43′ 33″ N, 8° 33′ 27″ O      | Wohn-/Wirtschaftsgebäude | Das Zweiständer-Hallenhaus wurde 1820 unter einem reetgedeckten Krüppelwalmdach errichtet.      | 34433991 | BW   |
| Sudholz 2 52° 44′ 3″ N, 8° 34′ 54″ O         | Scheune                  | Die Fachwerkscheune mit Längseinfahrt steht unter einem Satteldach.                             | 34434014 | BW   |
| B 51, km 75,750 52° 45′ 14″ N, 8° 34′ 45″ O  | Grenzstein               | Der Steinquader markiert die historische Grenze zwischen dem Kreis Syke und dem Kreis Diepholz. | 34434176 | BW   |
| K 101, km 0,948 52° 45′ 26″ N, 8° 33′ 51″ O  | Grenzstein               | Der Steinquader markiert die historische Grenze zwischen dem Kreis Syke und dem Kreis Diepholz. | 34434156 | BW   |